# Adeos
Adeos（Adaptive Domain Environment for Operating Systems）は、ナノカーネル型の Hardware Abstract Layer (HAL) であり、ハードウェアとオペレーティングシステム (OS) の中間で動作する。他のナノカーネルと違う点は、OSのカーネルの一部として動作するわけではない点である。実際、複数のカーネルを上位で同時に動作させることができ、一種の仮想化技術になっている。
Adeos は複数のOSや単一OSの複数インスタンスの間でハードウェアリソースを共有する柔軟な環境を提供し、同一ハードウェア上に複数の優先順位付けされたドメインを同時に存在させることができる。
Adeos を Linuxカーネル の下に挿入することで、SMPクラスタリング、パッチを使わないカーネルのデバッグ、Linux によるリアルタイムシステムといった可能性が開けてくる。
他の HAL とは異なり、Adeos は Linux のローダブル・カーネル・モジュールとしてロードでき、それを使って他のOSを動作させることができる。Adeos は RTAI (Real-Time Application Interface) の一環として、リアルタイムカーネルからHALを分離しモジュール化するために開発された。

## アーキテクチャ
Adeos はシグナルのキューを実装している。周辺機器がシグナルを送信すると、Adeos は動作中のOSの1つにシグナルを転送し、各OSがそのシグナルを処理するか、無視するか、捨てるか、終了させるかを決定する。処理または終了されなかったシグナルは、次のOSに転送される。